# Fitnes zveza Slovenije
Fitnes zveza Slovenije je športna organizacija s sedežem v Ljubljani. Povezuje društva in podjetja s področja telesne vadbe.
Maja 2020 je protestirala proti odločitvi slovenskih oblasti, da zaprejo vadbene centre zaradi epidemije koronavirusne bolezni.